# International Council on Archives
Internationella arkivrådet (engelska International council on archives, ICA, tyska Der Internationale Archivrat, franska Conseil International des Archives, CIA) är en icke-statlig organisation som grundades 1948 med säte i Paris.
Inom ICA förenas de nationella arkiven (Riksarkiven), regionala statliga arkiv, kommunala arkiv, privata arkiv, yrkesorganisationer och andra organisationer. I dagsläget har ICA cirka 1.400 medlemmar från 190 länder.
ICA har en decentraliserad organisation med regionala enheter samt olika sektioner och arbetsgrupper som berör arkivväsendets alla områden från dokumenthantering till utbildning.